# Siodło rowerowe

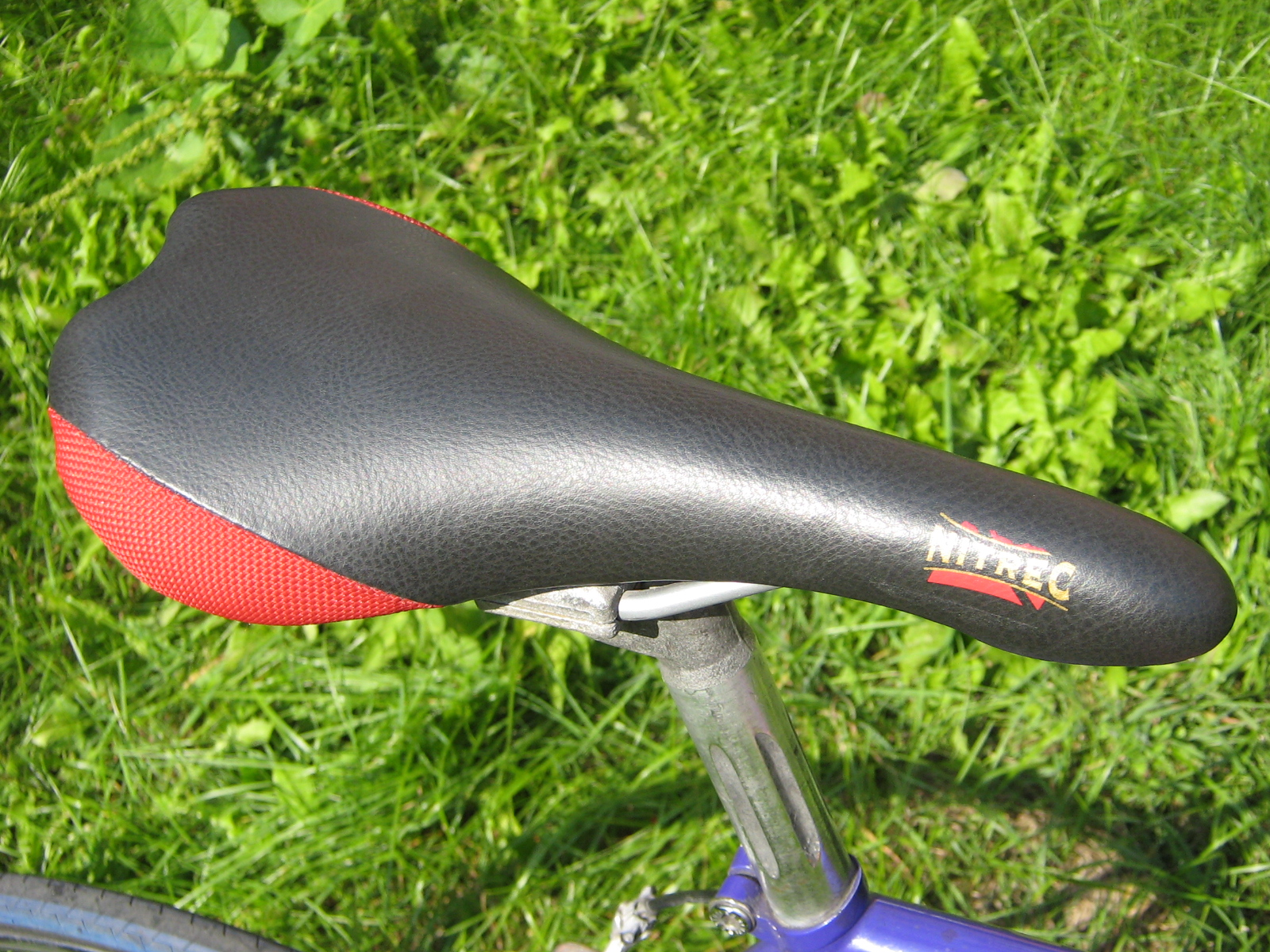
Siodełko szosowe firmy Gipiemme.

Siodełko rowerowe – część roweru przeznaczona do siedzenia podczas jazdy na rowerze.
Na przestrzeni lat zmieniała się budowa siodeł – dawniej wykonywano je z grubej skóry, bez wkładu w środku. Następnie wprowadzono wypełnienie trocinami oraz sprężyny w celu podniesienia komfortu. Obecnie najczęstszym typem jest siodełko z wkładem żelowym obleczone materiałem z włókien syntetycznych.
Spotykane są w handlu różne typy siodełek:
- do jazdy rekreacyjnej (ze sprężynami lub bez),
- do jazdy gravelowej,
- do jazdy wyczynowej MTB,
- do jazdy wyczynowej BMX i Dirt,
- do jazdy przełajowej,
- do jazdy szosowej (ultralekkie konstrukcje):
  - profesjonalne (zawodnicze),
  - amatorskie,
- do jazdy triathlonowej[1].

Istnieją również siodełka z otworem w przedniej ich części – takie konstrukcje nie powodują szkodliwego ucisku na prostatę u mężczyzn podczas jazdy.